# Veikko Saarto
Veikko Olavi Saarto (né le 9 octobre 1934 à Helsinki) est un homme politique finlandais,,. 

## Biographie
Veikko Saarto est directeur de Kela de 1986 à 1997.

## Carrière politique
Veikko Saarto est député SKDL de la circonscription d'Uusimaa du 5 avril 1966 au 20 mars 1987,.
Veikko Saarto est Ministre des Transports des gouvernements Karjalainen II (15.07.1970–25.03.1971), Sorsa II (15.05.1977–25.05.1979) et Koivisto II (26.05.1979–18.02.1982).
Il est aussi ministre de l'Agriculture des gouvernements Sorsa II (15.05.1977–25.05.1979) et Koivisto II (26.05.1979–18.02.1982),.